# 东沙河 (浍河)
东沙河，位于河南省东部，是浍河上游左岸支流，发源于河南省商丘市梁园区北部李庄乡潘口村，废黄河南大堤南侧，东南流经商丘市东部，虞城县南部，夏邑县南部，于永城市西部的大王集注入浍河。全长105.7公里，流域面积394平方公里。